# Biosfera de Entlebuch

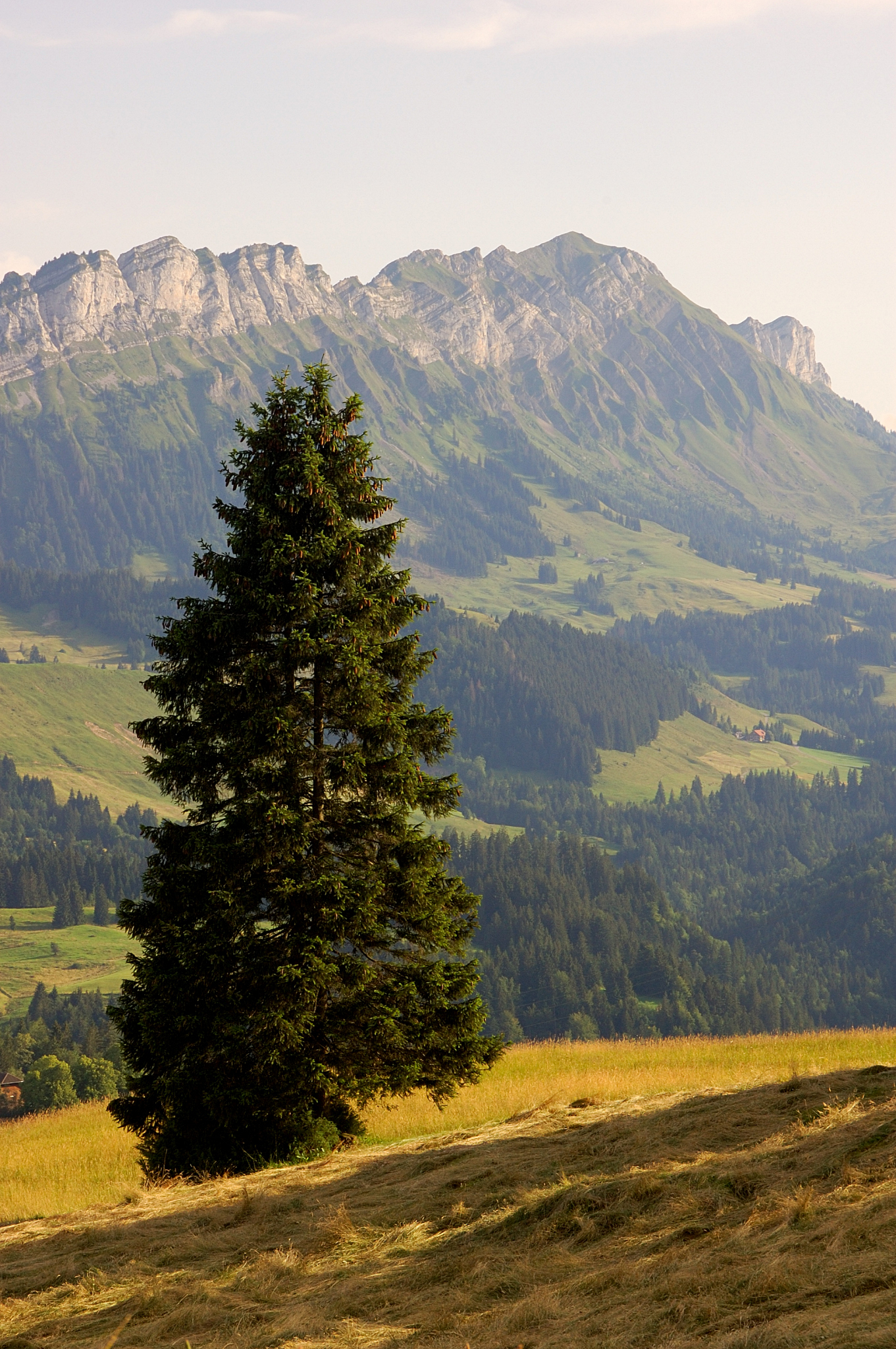
Vista desde Finsterwald.

La biosfera de Entlebuch es una reserva natural a los pies de los Alpes suizos que incluye el gran valle de 395 km² del río Pequeño Emme entre Berna y Lucerna en el cantón suizo de Lucerna.
Desde 2001, la región se convirtió, después del Parque nacional Suizo, la segunda reserva de la biosfera de la UNESCO en Suiza.